# Mughiphantes pulcher
Mughiphantes pulcher là một loài nhện trong họ Linyphiidae.
Loài này thuộc chi Mughiphantes. Mughiphantes pulcher được Wladislaus Kulczynski miêu tả năm 1881.